# Национално знаме на Саудитска Арабия
Националното знаме на Саудитска Арабия е официално въведено на 15 март, 1973. Представлява зелен флаг с изписано послание на арабски и изрисуван меч. Текстът върху знамето е представлява църковното изповедание на исляма (шехадет):
لا إله إلا الله محمد رسول الله
lā ’ilāha ’illa-llāh muḥammadun rasūlu-llāh
„Няма друг бог освен Аллах и Мохамед е неговият пророк“
Мечът символизира важността на текста, а от друга страна – почтеност и справедливост.
Двете страни на знамето леко се различават една от друга, за да може текстът да се чете безпроблемно от дясно наляво.

## Предишни знамена
Държавите, от които се сформира Саудитска Арабия, са Неджед и Хиджаз.
- Знаме на Неджед от 1744 до 1891
- Знаме на Неджед от 1902 до 1921
- Знаме на Неджед от 1921 до 1926
- Знаме на Неджед от 1926 до 1932, с бяла рамка и без меч.
- Знаме на Хиджаз, 1916 до 1917
- Знаме на Хиджаз от 1917 до 1920
- Знаме на Хиджаз от 1920 до 1926
- Знаме на Хиджаз от 1926 до 1932